# ريتاج عبدالله الثبيتي
ريتاج عبد الله الثبيتي (مواليد 1 أبريل 2007) هي لاعبة كرة قدم سعودية، تلعب في مركز خط الوسط مع نادي الأمل في الدوري السعودي الممتاز للسيدات.

## مسيرتها الكروية
بدأت ريتاج الثبيتي مسيرتها مع نادي الأمل في موسم 2023–24 من دوري الدرجة الأولى، وساهمت في تأهل الفريق إلى الدوري السعودي الممتاز للسيدات.
في الموسم التالي 2024–25، واصلت الثبيتي مشاركتها في مباريات الدوري السعودي الممتاز للسيدات.
2025 انتقلت إلى نادي الاتحاد بعقد يمتد حتى إلى 2028

## مسيرتها الدولية
في أبريل 2024، اُختيرت الثبيتي لتمثيل منتخب السعودية تحت 17 سنة في مواجهة منتخب غوام في مباراتين وديتين.
في 21 أكتوبر 2024، انضمت الثبيتي إلى منتخب السعودية الوطني لكرة القدم للسيدات تحت 20 سنة استعدادًا لمباراتين وديتين أمام منتخب طاجيكستان في جدة.